# Corteolona
Corteolona é uma comuna italiana da região da Lombardia, província de Pavia, com cerca de 1.904 habitantes. Estende-se por uma área de 10 km², tendo uma densidade populacional de 190 hab/km². Faz fronteira com Belgioioso, Costa de' Nobili, Filighera, Genzone, Gerenzago, Inverno e Monteleone, Santa Cristina e Bissone, Torre de' Negri.

## Demografia
| Variação demográfica do município entre 1861 e 2011                               |
|                                                                                   |
| Fonte: Istituto Nazionale di Statistica (ISTAT) - Elaboração gráfica da Wikipedia |